# Curcuma vitellina
Curcuma vitellina är en enhjärtbladig växtart som beskrevs av Škorni?k. och H.Ð.Tran. Curcuma vitellina ingår i släktet Curcuma och familjen Zingiberaceae. Inga underarter finns listade i Catalogue of Life.